# Zelkova serrata
Zelkova serrata, Zelkova del Japón o Keyaki (japonés : ケヤキ, keyaki); (chino: 榉树, ju shu) es una especie de Zelkova nativa de Japón, Corea, este de China, y Taiwán.

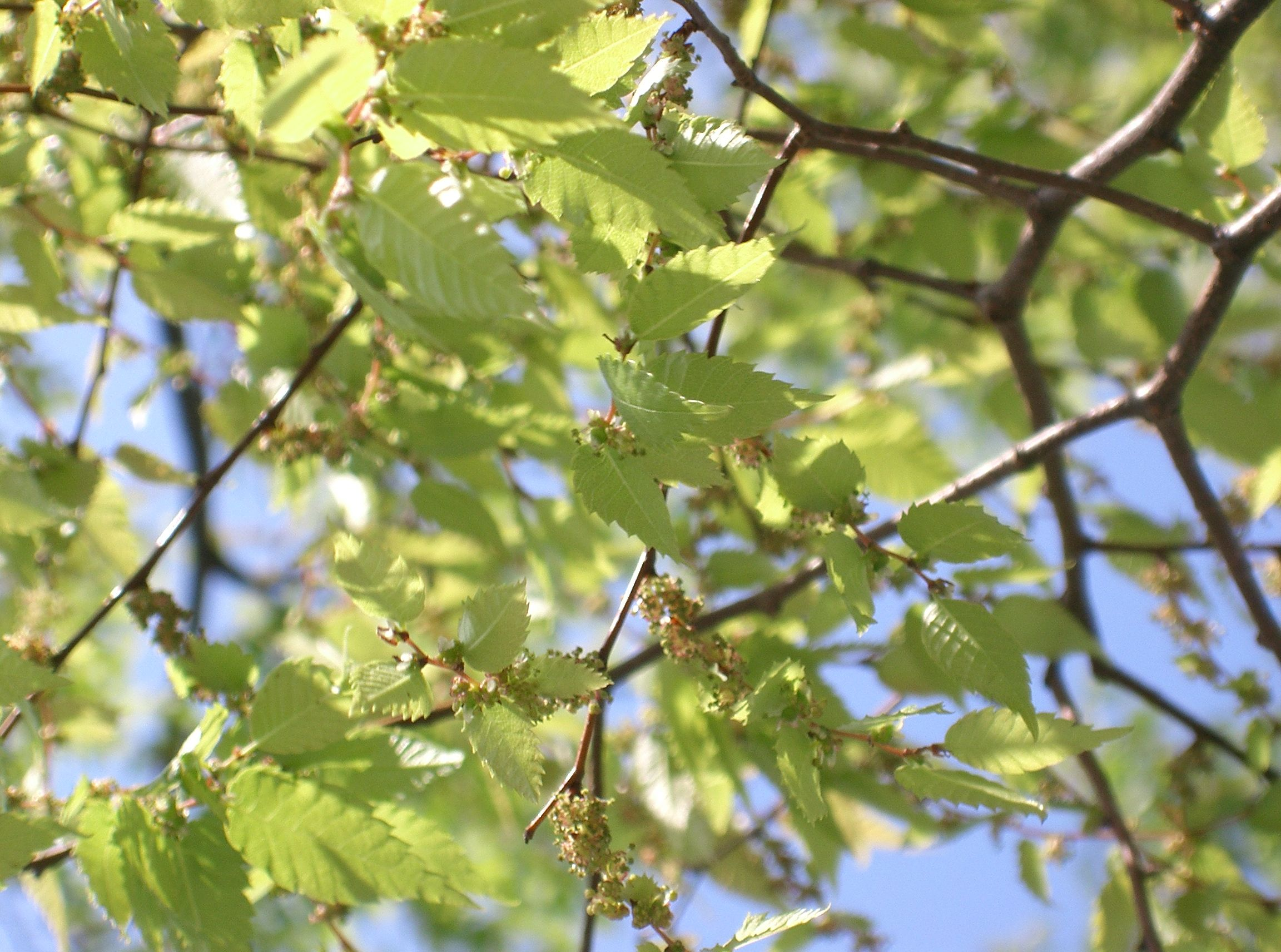
Follaje y flores en primavera.

## Descripción
Es un árbol de tamaño mediano a grande de hojas caducas que alcanza de 20 a 35 m de altura, con un tronco de hasta 2 m (m) de diámetro, excepcionalmente 4, con la corteza gris lisa, llegando a ser escamosa y más marrón en árboles viejos. Las ramas son numerosas, generalmente ascendiendo vigorosamente de un tronco corto para dar lugar a una alta corona abovedada. Las hojas son alternas, de 3 a 11 cm de largo y 1.3 a 7 cm ancho con un pecíolo de 2 a 7 milímetros; sin pelo o finalmente pilosas en haz y envés; el margen se sierra agudamente con 8 a 16 dientes en cada lado. El color del otoño varia del anaranjado al rojo. Las flores son de 1.5 milímetros de diámetro, discretas y verde amarillentas sin pétalos, y se polinizan por el viento. Fruta es una pequeña nuez - como drupas secas con un diámetro de 2,5 a 3,5 milímetros con una superficie surcada.
Hay dos variedades, Zelkova serrata var. serrata en Japón y principalmente en el este de Asia, y Zelkova serrata var. tarokoensis (Hayata) Li en Taiwán; este último se diferencia del tipo en sus hojas más pequeñas con menos endentadura profundamente cortada en los márgenes.
Su nombre japonés, 木　significa árbol 挙げる significa extendido como una mano, así pues un gran árbol que se desarrolla como una mano es el significado de 欅.

## Cultivo y usos

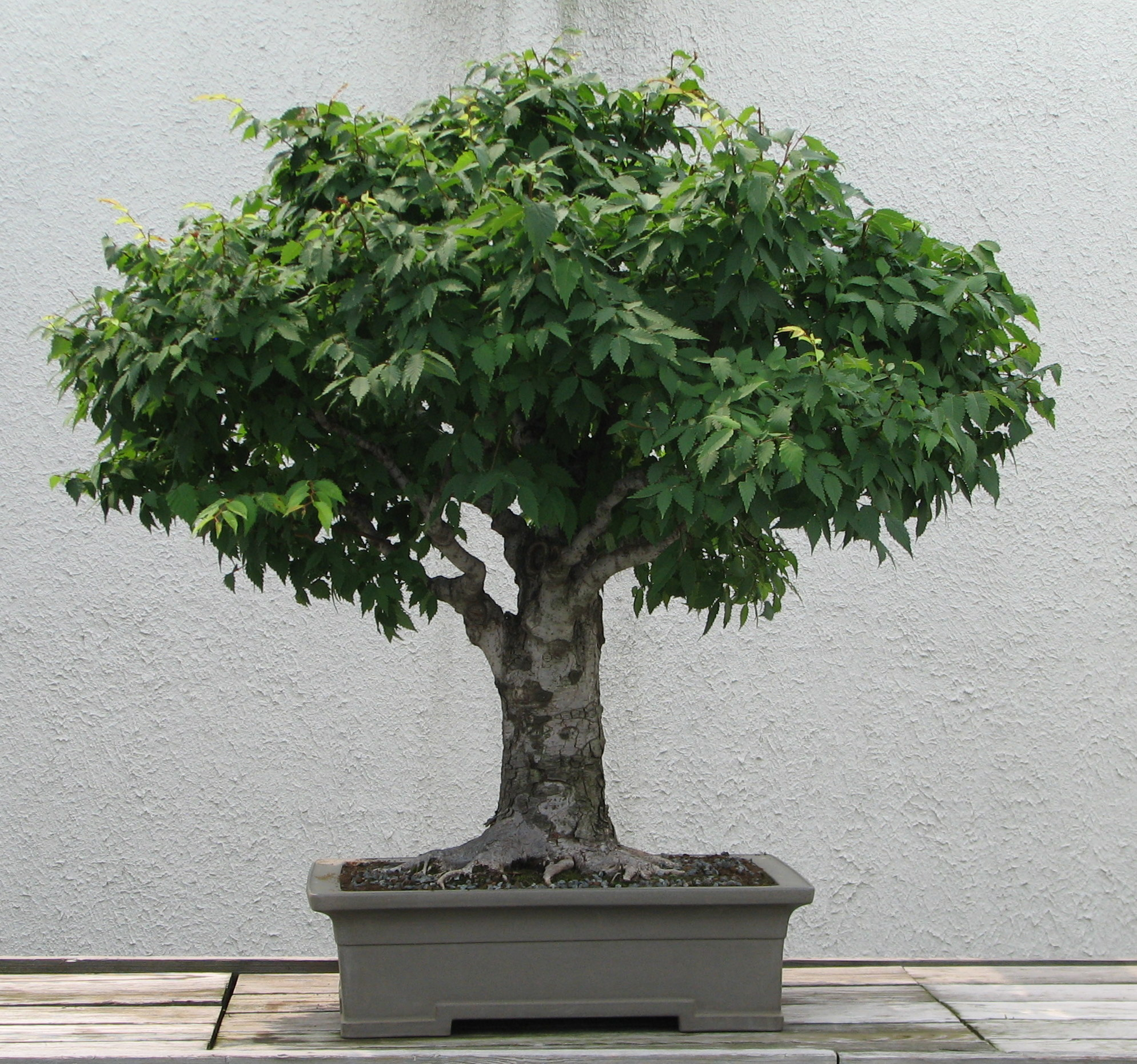
Zelkova serrata bonsái del Arboretum Nacional de Estados Unidos.

Se lo cultiva normalmente como árbol ornamental, tanto en su área nativa como en Europa y Norteamérica. El primer árbol cultivado fuera de Asia fue debido a Philipp Franz von Siebold, quien lo introdujo en Holanda en 1830.
Se han seleccionado numerosos cultivares, incluyendo 'Fuiri Keaki' (hojas variables), 'Goblin' (enano), 'Goshiki' (hojas variables), 'Green Vase' (corona alta, estrecha), 'Green Veil' (ramitas colgantes), 'Iruma Sango' (fastigiadas), 'Nire Keaki' (semi-enano), 'Pulverulenta' (hojas variables), 'Spring Grove' (corona elevada), 'Variegata' (hojas variables), 'Village Green' (rápido crecimiento, tronco liso, corona con forma de jarrón), y 'Urban Ruby' (color rojo en otoño). También hay híbridos con Zelkova carpinifolia en Europa, se le denomina Zelkova × verschaffeltii.
La madera « Keyaki» es muy valorada en Japón y utilizada a menudo en la fabricación de muebles tansu.
El árbol es el símbolo de la Prefectura de Saitama y de la ciudad de Kiyose (Tokio) en Japón.

## Taxonomía
Zelkova serrata fue descrita por (Thunb.) Makino y publicado en Botanical Magazine 17: 13. 1903.
Etimología
El nombre Zelkova deriva del nombre nativo de Z. carpinifolia en uno o más de las lenguas del Cáucaso, como se demuestra en el nombre georgiano, ძელქვა (dzelkva). ძელ dzel que significa "barra, viga" o "travesaño", y ქვა kva que significa "roca". El árbol se usó a menudo para hacer barras o travesaños con una dureza de roca y resistentes para la construcción.
serrata: epíteto latíno que significa "con dientes".
Sinonimia
- Abelicea serrata (Thunb.) Makino
- Corchorus serratus Thunb.
- Planera acuminata Lindl.
- Planera japonica Miq.
- Ulmus keaki Siebold
- Zelkova acuminata Planch.
- Zelkova formosana Hayata
- Zelkova hirta C.K. Schneid.
- Zelkova keaki Maxim.
- Zelkova tarokoensis Hayata[9]

## Galería

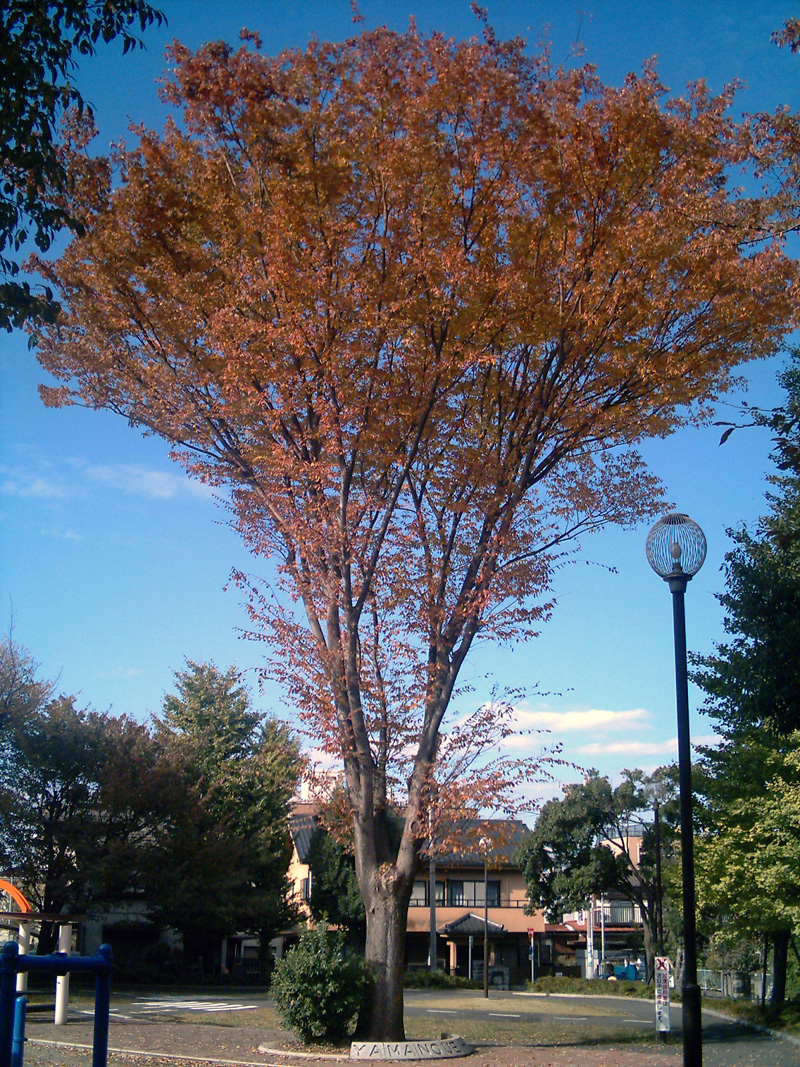
Color de otoño, Noviembre, Prefectura de Saitama, Japón.
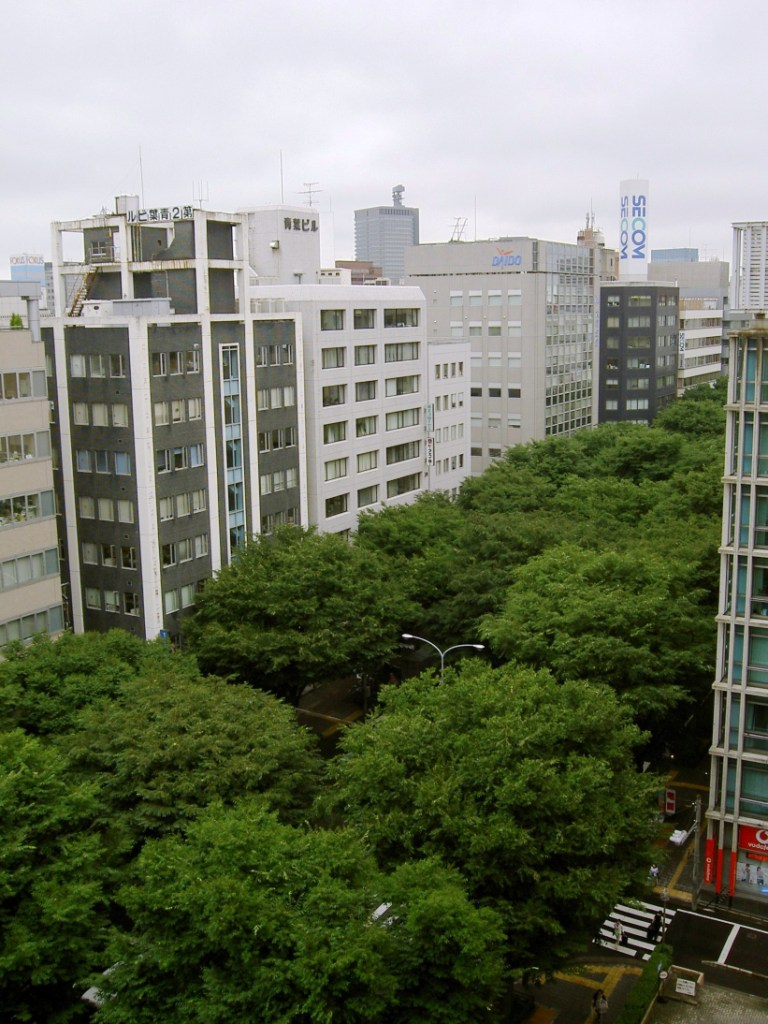
Como árboles de sombra en una avenida de Sendai, Japón
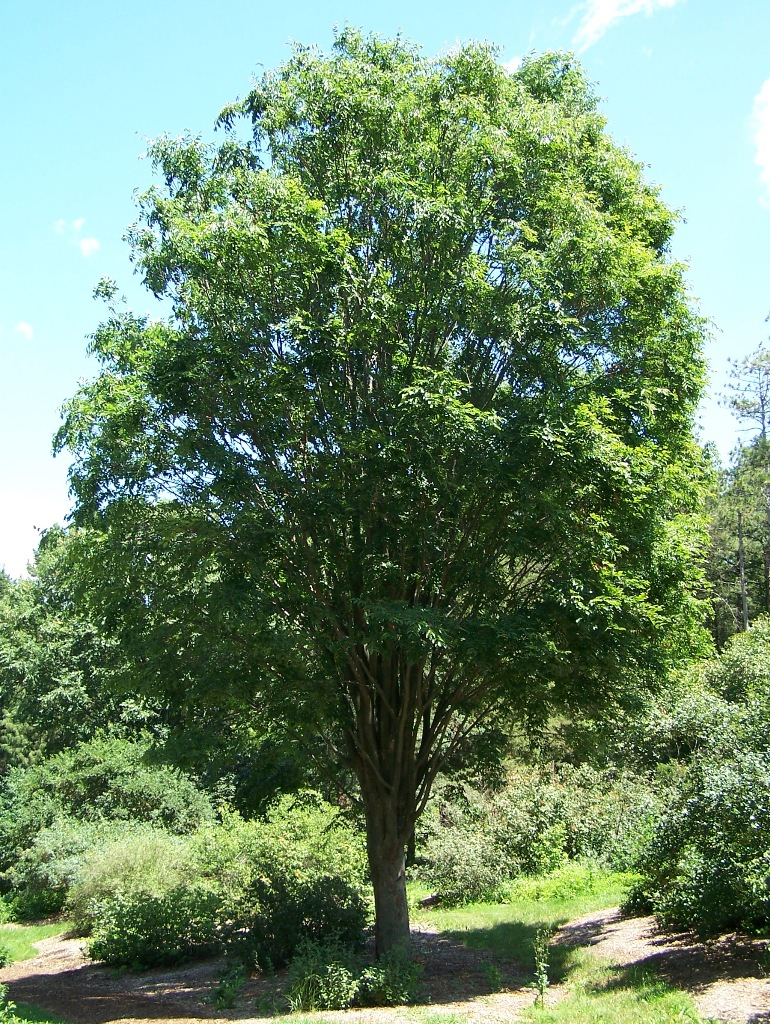
Morton Arboretum acc. 10-54-1
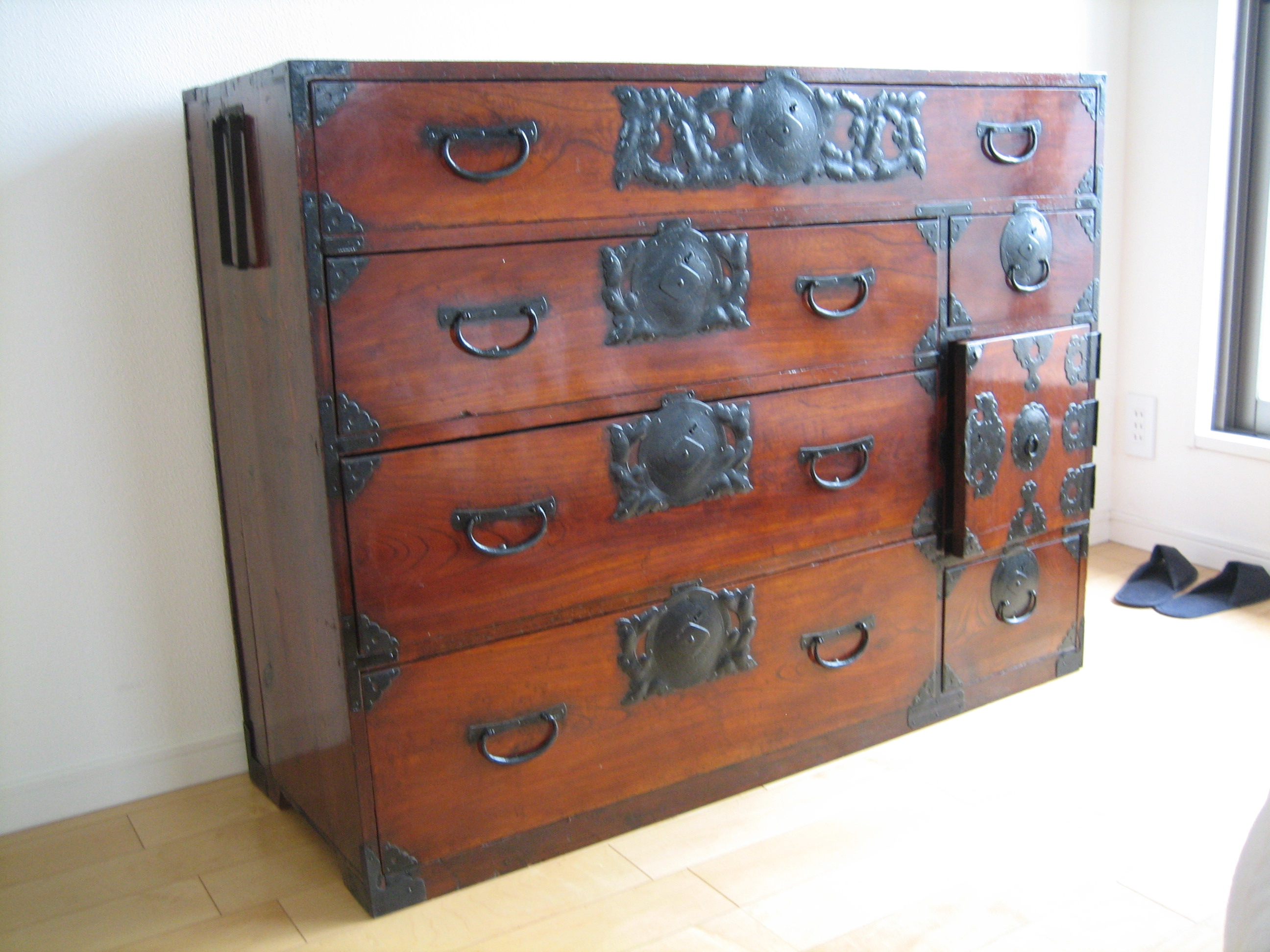
Un Sendai-dansu japonés para kimono hecho con la madera de keyaki

- Datos: Q920344
- Multimedia: Zelkova serrata / Q920344
- Especies: Zelkova serrata